# Погонич лайсанський
Погонич лайсанський (Zapornia palmeri) — вимерлий вид журавлеподібних птахів родини пастушкових (Rallidae). Був ендеміком Гавайських островів та зник у 20 столітті.

## Поширення та вимирання
Погонич лайсанський мешкав на острові Лайсан у західній частині Гаваїв. На Лайсані він вимер між 1923 і 1936 роками. У 1891 і 1913 роках птахів завезли на атол Перл і Гермес, а також на Східний острів атола Мідвей, а звідти на острів Сенд у 1910 році. Невдалі спроби заселення також були зроблені на острів Лисянського, повторно на Лайсан і в основну гавайську групу. Однак він вимер на атолі Перл і Гермес у 1930 році, на острові Сенд у 1943 році та на острові Східний у 1944 році.
Причиною вимирання птаха стало завезення на острови кроликів. Через відсутність хижаків, які могли б контролювати їхню чисельність, кролики незабаром з'їли весь рослинний покрив на острові. Це перетворило острів на безплідну пилову пустелю. У 1900-х роках, коли знищення рослинності кроликами тільки почалося, популяція погонича становила близько 2000 дорослих птахів; воно залишалося таким принаймні до початку 1910-х років, але після цього занепало. У 1923 році на Лайсані можна було знайти лише двох птахів, і з восьми, яких тоді привезли з Мідвея, принаймні двоє загинули майже відразу через брак їжі та притулку.